# 1995 في تونس
فيما يلي قوائم الأحداث التي وقعت خلال عام 1995 في تونس.

## أفلام
من الأفلام التي صدرت هذه السنة في تونس:
- 1 يناير – حبيبة مسيكة من إخراج سلمى بكار.

## كتب
من الكتب التي صدرت هذه السنة في تونس:
- 1 يناير – تماس من تأليف عروسية النالوتي.

## وفيات

### مارس
- 27 مارس – الشاذلي أنور (مواليد 1925)

### سبتمبر
- 2 سبتمبر – البحري قيقة (مواليد 1904)

### نوفمبر
- 15 نوفمبر – هادي السلمي (مواليد 1934) نحات تونسي.